# Pferdekopf von Waldgirmes

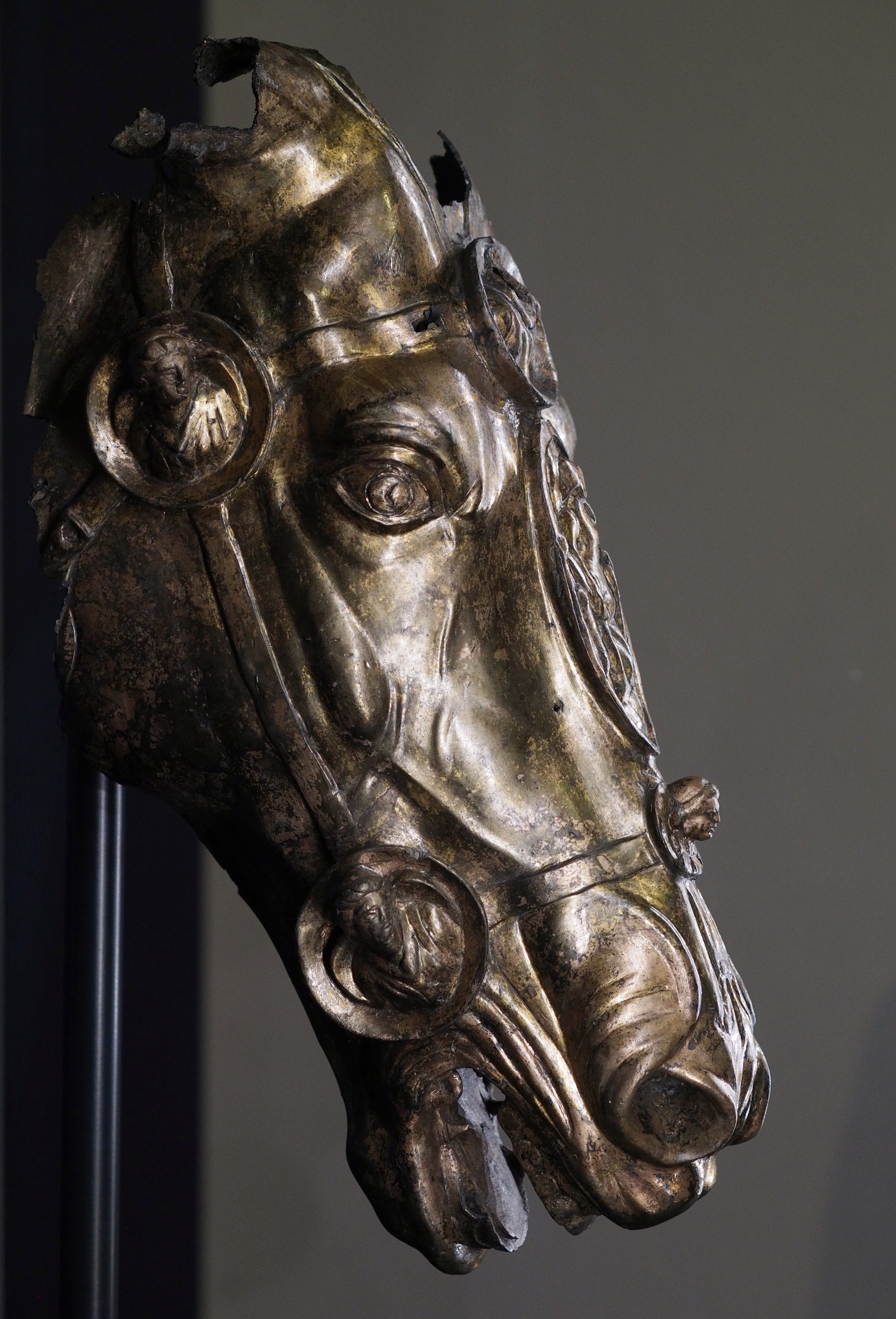
Der Pferdekopf, wie er in einer Vitrine aus Panzerglas im Saalburgmuseum ausgestellt wird, war vermutlich Teil einer Reiterstatue, die vor etwa 2000 Jahren angefertigt wurde.

Der Pferdekopf von Waldgirmes ist ein archäologischer Fund, der 2009 auf einem Feld bei Lahnau-Waldgirmes in Mittelhessen geborgen wurde. Vermutlich gehörte der Kopf zu einem Reiterstandbild, das  auf dem Forum der dortigen römischen Siedlung stand.
Wegen eines Rechtsstreits zwischen dem Land Hessen und dem Eigentümer des Fundortes um den Wert des Objektes wurde das restaurierte Objekt erst seit dem August 2018 im Saalburgmuseum und als Kopie seit dem  August 2023 im Römischen Forum Lahnau-Waldgirmes öffentlich ausgestellt.

## Auffinden und Rechtsstreit

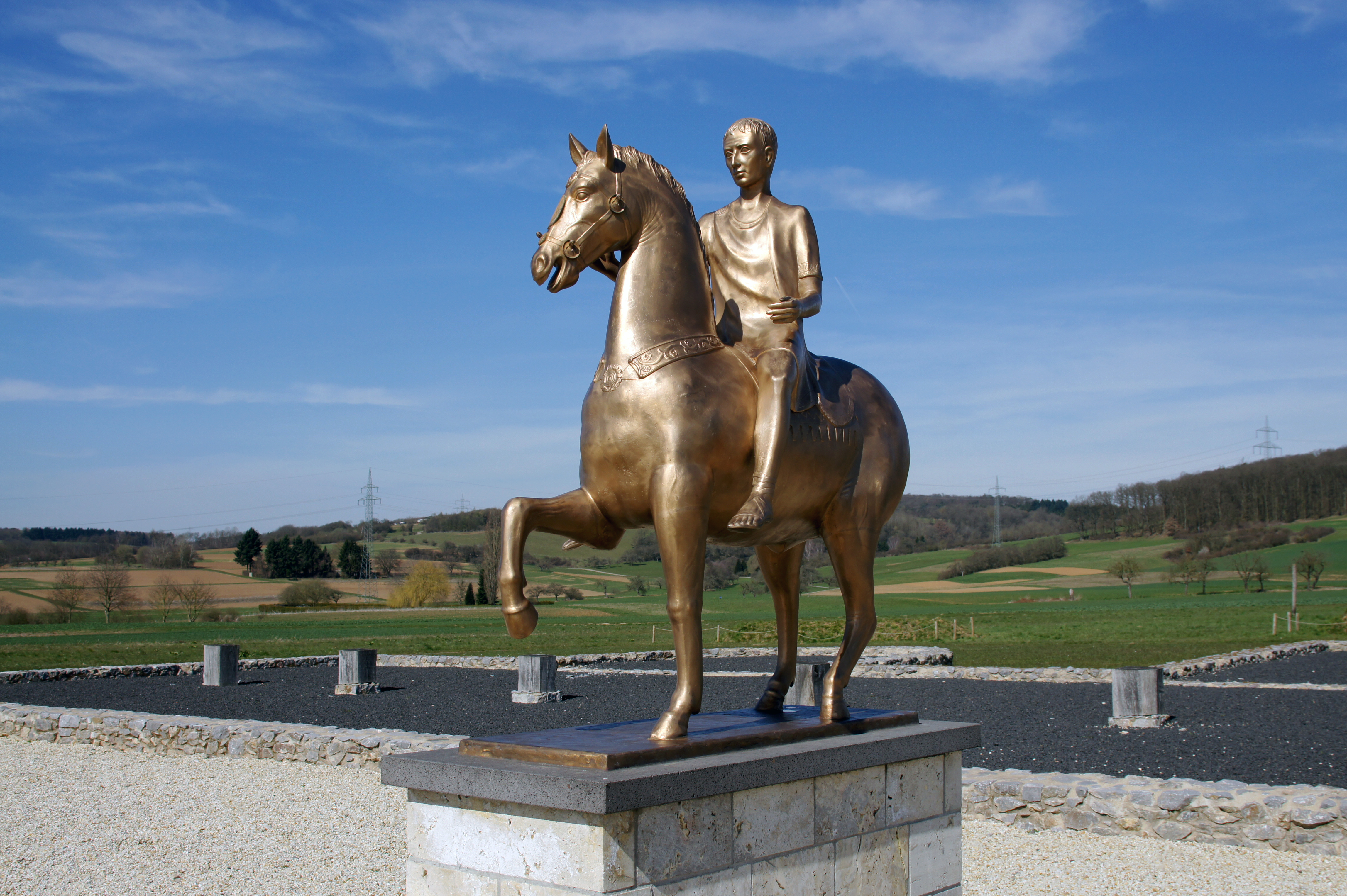
Nachbildung der Reiterstatue im römischen Forum Lahnau-Waldgirmes

Bei Grabungen zur Siedlung fand man den Überrest des Pferdekopfes: in einem Holzfass, elf Meter tief im früheren Brunnenschacht. Möglicherweise zerstörten Gegner der Römer beim Niederbrennen der Siedlung auch das Standbild und warfen die Trümmer in den Brunnen.
Um den Pferdekopf gab es einen seit der Ausgrabung dauernden Rechtsstreit. In Bundesländern ohne umfangreiches Schatzregal wird der Eigentümer eines Grundstückes, auf dem archäologische Objekte gefunden werden, gemäß der Hadrianischen Teilung am Fundwert beteiligt. In Hessen betrug die Entschädigung zum Zeitpunkt des Fundes 50 Prozent des Wertes. Das Land und der Landwirt konnten sich nicht einigen. Im Jahr 2016 erhielt er 48.000 Euro. Nach einem Sachverständigenurteil, das den Wert auf rund 1,6 Millionen taxierte, sprach ihm das Landgericht Limburg im Juli 2018 erstinstanzlich eine Entschädigung von 821.000 Euro zu. Ende August 2018 wurde bekannt, dass das Land Hessen Berufung beim Oberlandesgericht Frankfurt am Main einlegt. Damit wolle es „die Interessen und die Rechtsposition des Landes wahren“ (Az.: 1 U 174/18). Anfang März 2020 kam es zu einem Vergleich, über dessen Inhalt Stillschweigen vereinbart wurde.

## Beschreibung und Herkunft
Der lebensgroße Pferdekopf ist aus Bronze, vergoldet und wiegt 14,7 kg. Die Angaben zu seiner Länge liegen zwischen 52,7 cm und 59 cm.
Trotz guter Erhaltung musste das Objekt nach dem Auffinden zunächst aufwendig für 75.000 Euro restauriert werden. Bei der Restaurierung, die rund ein Jahr dauerte, wurde der Pferdekopf gereinigt und die lose Vergoldung befestigt. Dabei mussten die Korrosionsprodukte der Bronze mit größter Sorgfalt entfernt werden, um die verbliebene, nur hauchdünne Vergoldung nicht zu beschädigen. Abschließend erhielt der Pferdekopf einen Schutzüberzug aus Acrylharz.
Auf dem Nasenrücken des Pferdes sieht man eine Platte, die den Kriegsgott Mars zeigt. Seitlich befinden sich Darstellungen von Siegesgöttinnen. Das Pferd hat ein mit sechs Schmuckscheiben reich verziertes Zaumzeug und stammt vermutlich aus dem römischen Italien.
Archäologen vermuten, dass der Pferdekopf zu einer prunkvollen Reiterstatue gehört hat, wie sie zu dieser Zeit im gesamten Römischen Reich im Rahmen eines gesteuerten Programms zum Kaiserkult aufgestellt wurden. Dafür spricht, dass außer dem Kopf auch der linke Fuß der Statue sowie ein Stück Zaumzeug gefunden wurden. Wahrscheinlich zeigte sie Kaiser Augustus – wofür unter anderem die Vergoldung sprechen würde – oder weniger wahrscheinlich einen anderen männlichen Angehörigen der kaiserlichen Familie und wurde auf einem zentralen Platz ausgestellt. Das könnte das Forum in der Siedlung von Waldgirmes gewesen sein.
Die Siedlung entstand spätestens 4 v. Chr., wie die dendrochronologische Untersuchung der Hölzer aus dem Brunnen ergab, in dem die Statuenfragmente gefunden wurden. Die Reiterstatue zählte mit vier weiteren zu der zwischen 5/6 und 9 n. Chr. anzusetzenden monumentalen Ausbauphase der Siedlung. Die Siedlung – und damit wahrscheinlich auch das Standbild – wurde nach der Varusschlacht im Jahre 9 oder 10 nach Christus zerstört.

## Präsentation
Der Pferdekopf wird im Original im Saalburgmuseum im letzten Raum in einem Seitenarm der Principia ausgestellt. Das Museum selbst ist eigentlich eher dem viel später entstandenen Limes gewidmet. Auf einem Wandbild hinter der Vitrine wird die Größe der Statue angedeutet.
Vom 7. November bis zum 17. Dezember 2018 wurde der Pferdekopf im Martin-Gropius-Bau in Berlin in der Ausstellung Bewegte Zeiten. Archäologie in Deutschland gezeigt, die aus Anlass des Europäischen Kulturerbejahres 2018 stattfand.
Seit August 2023 kann der Förderverein des Römischen Forums Lahnau-Waldgirmes den Pferdekopf ebenfalls in Originalgröße zeigen – in seinem 2022 eröffneten Besucherzentrum gibt es einen 3-D-Druck in Originalgröße. Das hessische Landesamt für Denkmalpflege hat die Nachbildung 14 Jahre nach dessen Fund genehmigt und in Auftrag gegeben.